# أولاد سلامة (أولاد عراض)
أولاد سلامة هو دُوَّار يقع بجماعة أولاد عراض، إقليم قلعة السراغنة، جهة مراكش آسفي في المملكة المغربية. ينتمي الدوّار لمشيخة أولاد عراض التي تضم 12 دوار. يقدر عدد سكانه بـ 1128 نسمة حسب الإحصاء الرسمي للسكان والسكنى لسنة 2004.

## روابط خارجية
- البوابة الوطنية للجماعات الترابية
- المندوبية السامية للتخطيط